# Бояндин, Константин Юрьевич
Константи́н Ю́рьевич Боя́ндин (род. 22 апреля 1967, Семипалатинск, Казахская ССР) — российский писатель-фантаст, работающий в жанрах фэнтези, научная фантастика, хоррор.

## Биография
В 1982 году поступил в физико-математическую школу номер 165 при Новосибирском Государственном Университете, в 1984 году — на факультет естественных наук Новосибирского Государственного Университета. В 1989 году окончил университет с отличием по специализации «неэмпирические квантовохимические расчёты», однако по прямой специальности не работал. Летом 1989 года устроился программистом, в 1991 году вернулся в НГУ, вплоть до августа 2000 работал системным программистом в Новосибирском Государственном Университете.
Пишет книги в жанрах фэнтези, фантастики, хоррор/готики. Первая книга вышла в издательстве «Северо-Запад» в 1998 году.
С апреля 2008 года участник литературного семинара Геннадия Прашкевича.

## Книги

### Цикл «Шамтеран»
- «Ступени из пепла» («Stairs of ashes»), 2003 год. Издательство: GreatUnpublished (США) 472 страницы.

- «Ступени из пепла» ,(Роман) 2004 год. Издательство: СПб: «Северо-Запад Пресс». 512 страниц. Тираж 5000 экз.

### Цикл «Ралион»
- Пригоршня вечности (Романы)— СПб.: Северо-Запад, 1998. — 560 страниц. Серия «Перекрёсток миров». Тираж 7000. Допечатка, 5000.
  - Пригоршня вечности
  - Умереть впервые
- Осень прежнего мира (Роман) — СПб.: Северо-Запад, 1998. — 624 страниц. Серия «Перекрёсток миров». Тираж 7000. Допечатка, 5000.
  - Осень прежнего мира
- Ветхая ткань бытия (Роман) — СПб.: «Северо-Запад Пресс», М.: ООО «Издательство АСТ», 2000. — 416 страниц («Северо-Запад Пресс») (ООО «Издательство АСТ»). «Перекрёсток миров». Тираж 5000.
  - Ветхая ткань бытия (Издалека, ч.1)
- Смутные тени судьбы (Роман и рассказы). — СПб.: «Северо-Запад Пресс», М.: ООО «Издательство АСТ», 2001. — 400 с (ООО «Издательство АСТ») («Северо-Запад Пресс») Серия «Перекрёсток миров». Тираж 5000.
  - Смутные тени судьбы (Издалека, ч.2)
  - Рассказы: Пари, Чистильщики, Привилегия хозяина, Немного о героях, Безвозмездный дар, …И никаких вопросов!, Всё в полном порядке, Привкус древности
- Изгнанники (Роман)— СПб.: «Северо-Запад Пресс», 2002; 531 с,
  - Затмение/Изгнанники

### Романы и повести вне циклов
- Фуга с огнём
- Пламя заката
- Муза киберпанка
- Лукоморье
- Мантия вечности
- Гори, гори ясно
- Обратный отсчёт
- Выше неба
- Этап
- Ведьма
- Обряд
- Серверная
- Тридевять земель